# سیارک ۲۱۸۴۶
سیارک ۲۱۸۴۶ (به انگلیسی: 21846 Wojakowski، نامگذاری:1999TT114) بیست و یک هزار و هشتصد و چهل و ششمین سیارک کشف شده‌است که در ۴ اکتبر ۱۹۹۹ کشف شد.
قدر مطلق سیارک برابر ۱۲.۳ است.